# Alex Rose
Alex Rose (West Branch, Michigan, 17. studenog 1991. - ) je američko-samoanski atletičar i bacač diska, kugle i kladiva višestruki prvak Australije i Oceanije u trima disciplinama (disk, kugla, kladivo) i osvajač zlata na Pacifičkim igrama 2015. godine. 
Iako je rođen u SAD-u, ima dvojno državljanstvo na Samoi, jer se njegov otac preselio na Samou kad mu je bilo 19 godina. Svoj osobni rekord u disku (61,35 m) bacio je u Claremontu 2015.

## Športska postignuća
| Tumač znakova: | q | Kvalifikacije | NR | Državni rekord | PB | Osobni rekord | SB | Rekord sezone | NM | Bez rezultata |

| Godina           | Natjecanje                                 | Mjesto                           | Pozicija       | Disciplina              | Duljina        |
| Nastupi za SAD   | Nastupi za SAD                             | Nastupi za SAD                   | Nastupi za SAD | Nastupi za SAD          | Nastupi za SAD |
| ---------------- | ------------------------------------------ | -------------------------------- | -------------- | ----------------------- | -------------- |
| 2010.            | Svjetsko juniorsko prvenstvo               | Moncton, Kanada                  | 22. (q)        | bacanje diska (1.75 kg) | 53,46 m        |
| Nastupi za Samou |                                            |                                  |                |                         |                |
| 2012.            | Prvenstvo Australije i Oceanije u atletici | Cairns, Australija               | 1.             | bacanje diska           | 56,29 m        |
| 2012.            | Prvenstvo Australije i Oceanije u atletici | Cairns, Australija               | 1.             | bacanje kladiva         | 51,10 m        |
| 2013.            | Prvenstvo Australije i Oceanije u atletici | Papeete, Francuska Polinezija    | 1.             | bacanje kugle           | 17,22 m        |
| 2013.            | Prvenstvo Australije i Oceanije u atletici | Papeete, Francuska Polinezija    | 1.             | bacanje diska           | 56,05 m        |
| 2013.            | Prvenstvo Australije i Oceanije u atletici | Papeete, Francuska Polinezija    | 1.             | bacanje kladiva         | 55,49 m        |
| 2013.            | Univerzijada                               | Kazan, Rusija                    | 7.             | bacanje diska           | 58,64 m        |
| 2013.            | Svjetsko prvenstvo                         | Moskva, Rusija                   | 29. (q)        | bacanje diska           | 56,19 m        |
| 2015.            | Prvenstvo Australije i Oceanije u atletici | Port Moresby, Papua Nova Gvineja | 1.             | bacanje kugle           | 16,89 m        |
| 2015.            | Prvenstvo Australije i Oceanije u atletici | Port Moresby, Papua Nova Gvineja | 1.             | bacanje diska           | 60.95 m        |
| 2015.            | Prvenstvo Australije i Oceanije u atletici | Port Moresby, Papua Nova Gvineja | 2.             | bacanje kladiva         | 53,29 m        |
| 2015.            | Pacifičke igre                             | Cairns, Australija               | 2.             | bacanje kgule           | 16,58 m        |
| 2015.            | Pacifičke igre                             | Cairns, Australija               | 1.             | bacanje diska           | 56,40 m        |
| 2015.            | Pacifičke igre                             | Cairns, Australija               | 2.             | bacanje kladiva         | 58,66 m        |
| 2015.            | Svjetsko prvenstvo                         | Peking, Kina                     | 25. (q)        | bacanje diska           | 59,07 m        |

## Osobni rekordi

### Na otvorenom
- Bacanje kugle - 16,42 m ( Buffalo, 2010.)
- Bacanje diska - 61,35 m (Claremont, 2015.) NR
- Bacanje kladiva - 58,66 ( Port Moresby, 2015.) NR

### U dvorani
- Bacanje kugle - 17,75 m (Bowling Green, 2011.)
- Bacanje teške kugle (56 Ib) - 18, 61 m (Akron, 2014.) NR

## Unutarnje poveznice
- Samoa na Svjetskom prvenstvu u atletici 2015.